# Joe Kim
Joe Kim es un deportista estadounidense que compitió en taekwondo. Ganó una medalla de bronce en el Campeonato Panamericano de Taekwondo de 1990, en la categoría de –76 kg.

## Palmarés internacional
| Campeonato Panamericano | Campeonato Panamericano | Campeonato Panamericano | Campeonato Panamericano |
| Año                     | Lugar                   | Medalla                 | Categoría               |
| ----------------------- | ----------------------- | ----------------------- | ----------------------- |
| 1990                    | Bayamón (Puerto Rico)   | Medalla de bronce       | –76 kg                  |